# Torreya grandis
Espèce
Statut de conservation UICN

 LC  : Préoccupation mineure
Torreya grandis, le Muscadier de Chine est une espèce d'arbres de la famille des Taxaceae.

## Liste des variétés
Selon World Checklist of Selected Plant Families (WCSP) (8 oct. 2011) :
- Torreya grandis var. fargesii (Franch.) Silba
- Torreya grandis var. jiulongshanensis Zhi Y.Li, Z.C.Tang & N.Kang
- Torreya grandis var. yunnanensis (W.C.Cheng & L.K.Fu) Silba